# Simon André Kledtke

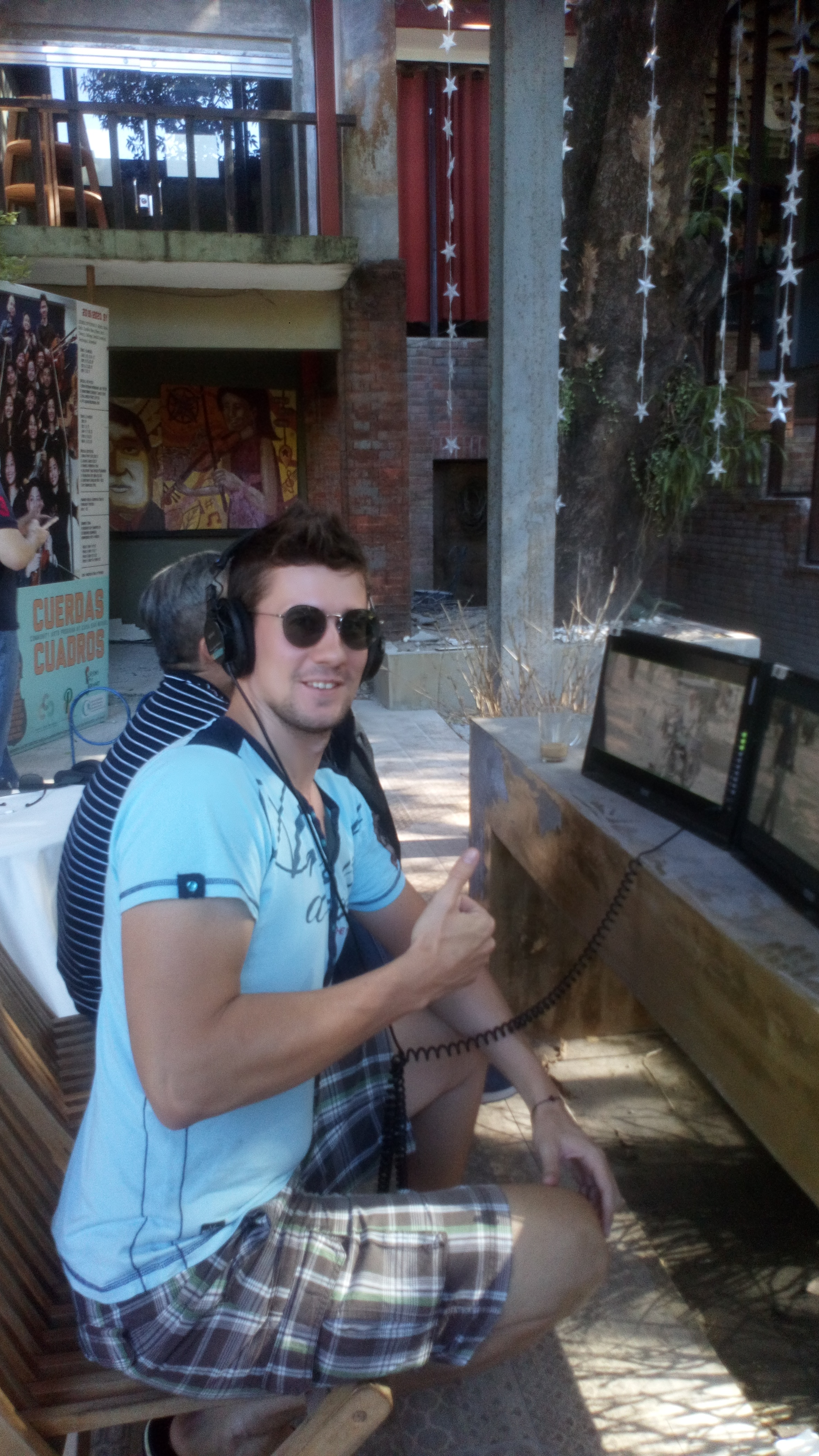
Simon André Kledtke auf den Philippinen am Set der 3D-Animationsserie "Miss Bellyfoo"

Simon André Kledtke (* 11. Januar 1991 in Mönchengladbach) ist ein deutscher Schriftsteller, Drehbuchautor und Story-Writer.

## Leben
Simon André Kledtke wurde 1991 in Mönchengladbach geboren. Er besuchte die katholische Will Sommer Grundschule Rheindahlen. Bereits zu Schulzeiten schrieb er erste fantastische Erzählungen und Kurzgeschichten. Nach seinem Abitur im Jahr 2010 studierte er zunächst Grundschullehramt in Wuppertal, brach das Studium jedoch nach 2 Jahren ab, um sich fortan nur noch dem Schreiben und Reisen zu widmen.
Seit 2018 lebt und arbeitet er in Chile, Südamerika. Er ist als Schriftsteller, Drehbuchautor, Übersetzer, Lektor, Story-Writer und Dozent für kreatives Schreiben tätig.

## Schaffen
Bereits in seiner Jugend schrieb Simon André Kledtke zahlreiche fantastische Erzählungen und Kurzgeschichten.
Noch zu Schulzeiten – im Alter von 15 Jahren – verfasste er gemeinsam mit seinem besten Freund eine Parodie zu Der Herr der Ringe von J.R.R.Tolkien. Nach mehrfachen Überarbeitungen wurde das Jahr Werk schließlich im April 2019 unter dem Titel "Der Herr der Apps" vom Brighton Verlag veröffentlicht (unter dem Pseudonym Scott Vizcaya).
Im Alter von 17 Jahren begann Simon André Kledtke mit der Ausarbeitung seiner ersten Fantasy-Saga "Sarania".
Er bot das Manuskript des ersten "Sarania"-Romans zahlreichen Literaturagenturen an und wurde von der Literaturagentur Editio Dialog Agency unter Vertrag genommen, mit der er von 2010 bis 2015 zusammenarbeitete.
Sein Debütroman "Sarania - Das Vermächtnis der Magier" wurde erstmals im August 2013 vom Ulrich Burger Verlag veröffentlicht. Das Werk erreichte den 3. Platz beim Deutschen Phantastik Preis in der Kategorie "Bestes deutschsprachiges Romandebüt" und erhielt überwiegend gute Kritiken.
2014 veröffentlichte er die Kurzgeschichte "Straßen von Nol-Galad" in der Anthologie "Die Köche 3 - Der kleine Hobbykoch". Die Anthologie wurde 2014 auf der Homburger Buchmesse mit dem Preis für die beste Anthologie ausgezeichnet.
In den Jahren 2014 und 2015 wurde Simon André Kledtke für den "HomBuch-Preis" der Homburger Buchmesse nominiert (in der Kategorie Fantasy) und erzielte beide Male den 2. Platz.
Im Jahr 2018 sicherte sich der Brighton Verlag die Rechte an den ersten beiden "Sarania"-Romanen. Der erste Band "Sarania - Das Vermächtnis der Magier" wurde im April 2020 veröffentlicht, der zweite Band "Sarania - Das verschollene Volk" im Juli 2020.
Im Januar 2021 folgte die Veröffentlichung von "Sarania - The Legacy of the Magicians", der englischsprachigen Fassung des ersten "Sarania"-Romans.
Neben seiner Tätigkeit als Schriftsteller war Simon André Kledtke in den Jahren 2014 bis 2020 als hauptverantwortlicher Autor an der Entwicklung der Animationsserie "Miss Bellyfoo" beteiligt, die ihre Weltpremiere im Winter 2021 feiern wird. Er arbeitete dabei mit einem internationalen Team aus der Schweiz, den Philippinen, Kanada, Indien und Dubai zusammen und lebte zeitweilig auch in Asien, wo die Serie animiert wird.

## Veröffentlichungen

### Der Herr der Apps (unter dem Pseudonym Scott Vizcaya)
- Der Herr der Apps, Brighton Verlag, Framersheim 2019, ISBN 978-3958765900

### Sarania-Reihe
- Sarania - Das Vermächtnis der Magier, Ulrich Burger Verlag, Homburg 2013, ISBN  978-3958765993
- Sarania - Das Vermächtnis der Magier, Brighton Verlag, Framersheim 2020,  ISBN  978-3958765993
- Sarania - Das verschollene Volk, Brighton Verlag, Framersheim 2020, ISBN  978-3958766006
- Sarania - The Legacy of the Magicians, Brighton Verlag, Framersheim 2021, ISBN  978-3958767874

### Kurzgeschichten
- Straßen von Nol-Galad, in: Ulrich Burger (Hrsg.): Die Köche 3 - Der kleine Hobbykoch, Ulrich Burger Verlag, Homburg 2014, ISBN  978-3943378160

### Artikel
- Von Mal zu Mal besser - Schreiben als Entwicklungsprozess, in: Sandra Uschtrin (Hrsg.): Federwelt, Zeitschrift für Autorinnen und Autoren, Inning am Ammersee 2015, ISSN 1439-8362

## Auszeichnungen
Deutscher Phantastik Preis
- 2014: Bestes deutschsprachiges Romandebüt für Sarania - Das Vermächtnis der Magier (3. Platz)[9]